# Palacio de Friedenstein
El palacio de Friedenstein (en alemán: Schloss Friedenstein) es un antiguo palacio barroco alemán construido a mediados del siglo XVII por Ernesto I, duque de Sajonia-Gotha en la ciudad de Gotha (hoy en el Estado de Turingia). En Alemania, Friedenstein fue uno de los palacios más grandes de su tiempo y uno de los primeros palacios barrocos jamás construidos. Friedenstein sirvió como la sede principal de los duques de Sajonia-Gotha y más tarde como una de las residencias de los duques de Sajonia-Coburgo y Gotha, estrechamente vinculada con la familia real de Gran Bretaña a través del matrimonio de la reina Victoria y el príncipe Alberto. Los dos últimos duques gobernantes fueron ambos príncipes del Reino Unido.
El complejo del palacio alberga hoy varios museos. También es notable por albergar el Ekhof-Theater, uno de los teatros más antiguos en funcionamiento en Alemania, que todavía presenta la maquinaria barroca original para cambiar el escenario.

## Historia

### Primeras edificaciones
El lugar donde hoy se encuentra Friedenstein, que domina la ciudad de Gotha y sus alrededores, estuvo ocupado anteriormente por el castillo de Grimmenstein. Fue mencionado por primera vez en 1316 y reconstruido en 1531-1543, cuando también fue fortificado de acuerdo con los nuevos requisitos para una fortaleza en la época de la pólvora. En 1547, la rama Ernestina de la Casa de Wettin, como miembros de la Liga Protestante de Esmalcalda, había perdido la batalla de Mühlberg contra las fuerzas católicas del emperador Carlos V. Como resultado, Juan Federico I de Sajonia fue despojado de su título como "Elector de Sajonia" (Kurwürde). Las fuerzas imperiales volaron las fortificaciones de Grimmenstein pero dejaron el castillo en gran parte intacto. Fue reconstruido en 1552-1554. Sin embargo, en 1567 la fortaleza fue arrasada casi por completo como resultado del intento de Juan Federico II de recuperar el Kurwürdepor la fuerza de las armas.: 12 

### Construcción

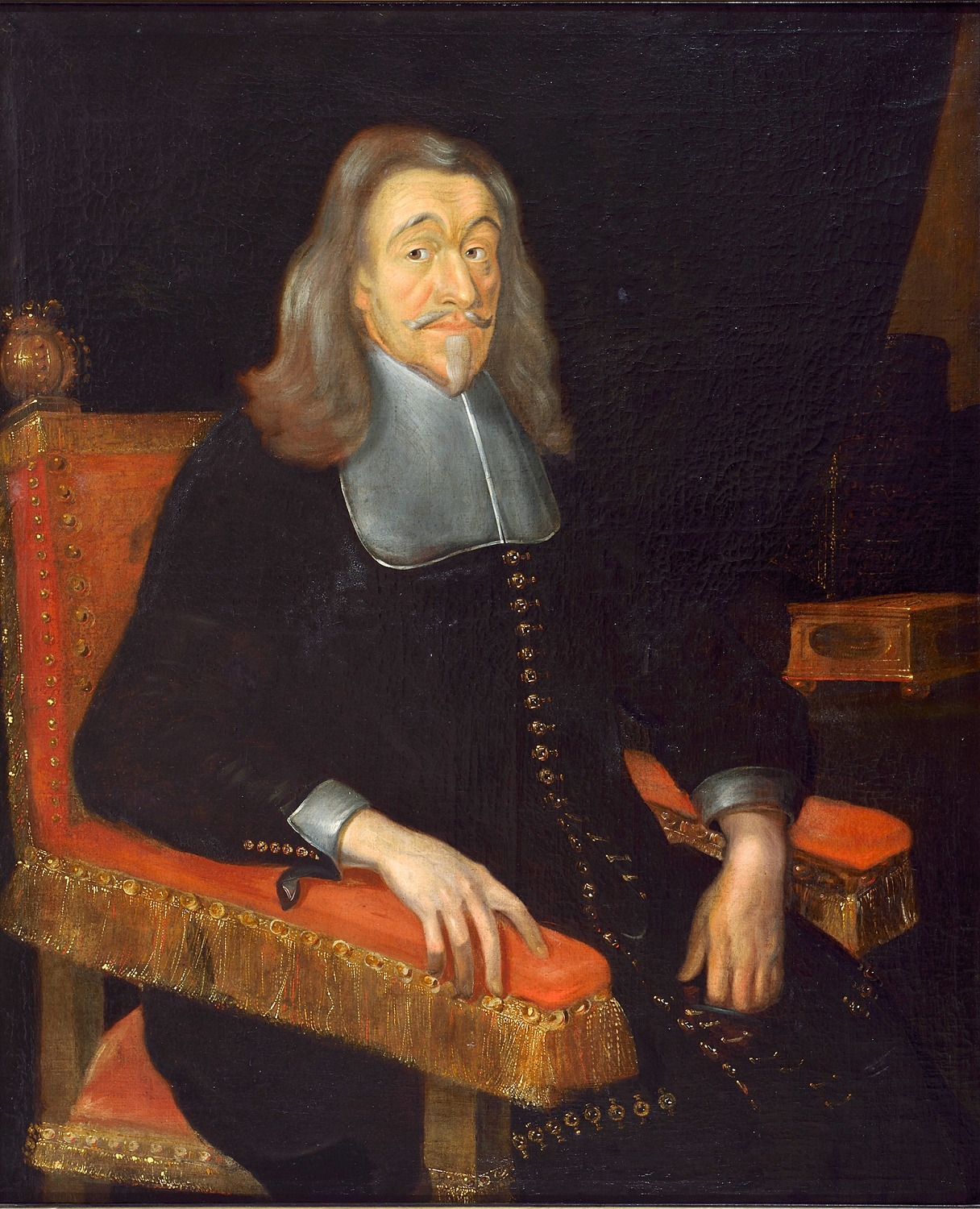
Ernesto I, duque de Sajonia-Gotha (1601-1675)

En 1640, Ernesto I, duque de Sajonia-Gotha (1601-1675), también conocido como Ernesto el Piadoso, primer gobernante del entonces recién creado ducado de Sajonia-Gotha, fijó en Gotha el sitio para su Residenz (Residencia). Gotha era en ese momento la ciudad más grande del Ducado. En 1641/42 comenzaron las obras en el parque, a las que siguió la construcción del propio palacio en 1643. Al dar al palacio el nombre de Friedenstein (literalmente 'roca pacífica'), Ernesto quiso trazar una línea clara entre este nuevo palacio y la belicosa historia de su predecesor. Además, con la Guerra de los Treinta Años todavía en curso, el nombre también expresaba un deseo de paz después de décadas de guerra.: 12 
Basándose en los planos de Casper Vogell, c.1600-1663, Andreas Rudolph (1601-1679) fue el encargado de construir el palacio. Cuando se terminó en 1656, Friedenstein era la primera Residenz en estilo barroco construida en suelo alemán que fue completada en vida del gobernante que la ordenó. Para justificar el gasto de una edificación tan vasta, Ernesto se refirió explícitamente a la necesidad de acomodar a la administración para el nuevo Ducado.: 12–13 
En julio de 1655, comenzaron los trabajos para fortificar el palacio. En 1672, se habían completado cuatro bastiones. Las obras exteriores se terminaron en 1687 y, a partir de 1663, la ciudad de Gotha también fue fortificada. En 1672, la Casa de Sajonia-Altemburgo se extinguió y la mayor parte del Ducado pasó a Ernesto, que desde entonces fue gobernante de Sajonia-Gotha-Altenburg. Aunque el Ducado tenía entonces dos Residencias, Gotha era con mucho la más importante.: 9, 13 
Sin embargo, Ernesto no estaba dispuesto a excluir a ninguno de sus hijos sobrevivientes de su herencia. Así que después de su muerte en 1675, el Ducado se dividió en 1680/81 en siete territorios separados: Sajonia-Gotha-Altenburg, Sajonia-Coburgo, Sajonia-Meiningen, Sajonia-Römhild, Sajonia-Eisenberg, Sajonia-Hildburghausen y Sajonia-Saalfeld. El hijo mayor de Ernesto, Federico I, se convirtió en duque de Sajonia-Gotha-Altenburg, con su Residenz principal en Gotha.

### Casa de Sajonia-Coburgo
En 1826, después de la muerte del heredero Federico IV, el Ducado fue dividido y Gotha pasó a Ernesto I de Sajonia-Coburgo-Gotha de la Casa de Sajonia-Coburgo y padre de Alberto, el príncipe consorte que se casaría con la reina Victoria. Ernesto I pasó a llamarse a sí mismo «duque de Sajonia-Coburgo y Gotha», aunque técnicamente mantenía los dos ducados de Sajonia-Coburgo y de Gotha en unión personal.: 11 
Para los duques de Sajonia-Coburgo y Gotha, esta última era solo una residencia secundaria, ya que el foco estaba directamente en Coburgo, donde tenían la residencia principal, el palacio de Ehrenburg.: 30  Ernesto II, sucesor de Ernesto I y hermano mayor de Alberto, no vivía en el castillo cuando estaba en Gotha, sino en el Winterpalais. Durante su largo reinado (murió en 1893), el castillo solo albergó a la administración del Ducado. Como Ernesto II no tuvo heredero, hizo a su sobrino, Alfredo, el segundo hijo de la reina Victoria y del príncipe Alberto, su heredero. Alfredo renunció a su título de Duque de Edimburgo y su asiento en la Cámara de los Lores y se fue a Alemania.: 11, 21 
En 1899, según los informes, su único hijo, Alfredo, se pegó un tiro en las celebraciones del 25.º aniversario de bodas de sus padres en Friedenstein. Después de ser atendido en el castillo durante algunos días fue enviado a un sanatorio cerca de Meran, donde murió el 6 de febrero de 1899. Dado que tanto el tío de Alfredo, el príncipe Arturo, duque de Connaught, como su primo, príncipe Arturo de Connaught, renunciaron a su derecho de sucesión al ducado, el título pasó a Carlos Eduardo, el hijo del duque de Albany, cuarto hijo de Victoria y Alberto. Como Carlos Eduardo tenía solo 16 años en ese momento, hasta su 21.º cumpleaños, el 19 de julio de 1905, se instaló una regencia ejercida por Ernesto II de Hohenlohe-Langenburg. La Primera Guerra Mundial causó un conflicto de lealtades para Carlos Eduardo, pero se puso del lado de Alemania, lo que llevó al gobierno británico a despojarlo de sus títulos en el Reino Unido.: 11, 21 :11,21
En noviembre de 1918, durante la Revolución de Noviembre, Carlos Eduardo fue depuesto por el "Consejo de Trabajadores y Soldados" local y el 23 de noviembre firmó su abdicación, poniendo fin así a la existencia del Ducado. El castillo fue entonces usado como museo.: 11, 21 

### Después de 1918

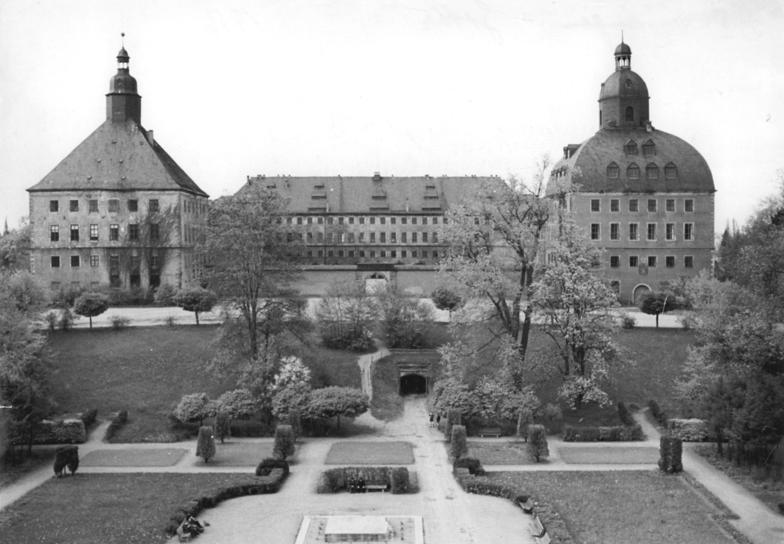
Vista del castillo en mayo de 1956

Durante la Segunda Guerra Mundial se construyó un refugio antiaéreo en las casamatas del castillo. En 1944, parte del parque y las dependencias resultaron gravemente dañadas por los bombardeos aliados.: 85 
Después del final de la guerra, una parte significativa de los tesoros artísticos de los museos de Friedenstein fue transportada a la Unión Soviética como reparaciones de guerra. Sin embargo, la mayor parte fue restaurada a fines de la década de 1950.: 94 
En la época de la República Democrática Alemana (RDA), en 1965 comenzaron obras de renovación en el castillo y muchas de las adiciones de finales del siglo XIX y principios del siglo XX fueron retiradas del interior.: 85 
En lo que se conoce como la Kunstraub von Gotha, en la noche del 13 al 14 de diciembre de 1979, cinco valiosas pinturas fueron robadas del castillo: Frans Hals (Brustbild eines jungen Mannes), Anthonis van Dyck (Selbstbildnis mit Sonnenblume), Jan Lievens (Alter Mann), Jan Brueghel el Viejo (Landstraße mit Bauernwagen und Kühen) y Hans Holbein el Viejo (Heilige Katharina). Una comisión especial de la policía de la RDA no pudo resolver el robo. Hasta hoy, las pinturas no han sido recuperadas.
En 2004, el castillo y los parques pasaron a manos de la Stiftung Thüringer Schlösser und Gärten.: 5 

## Historia y arquitectura del edificio

### Historia del edificio

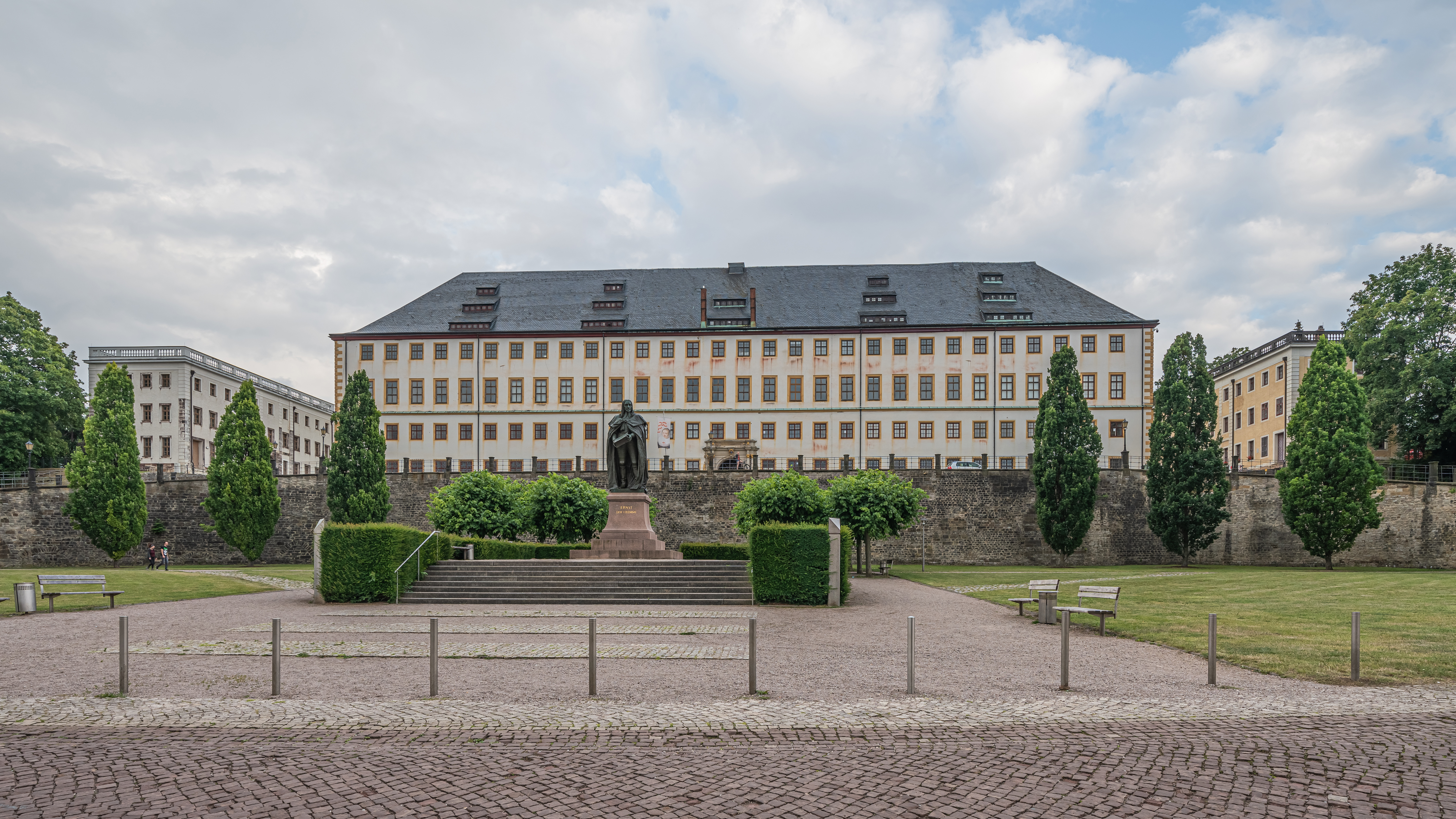
Vista del ala principal con el Pagenhaus desde el norte

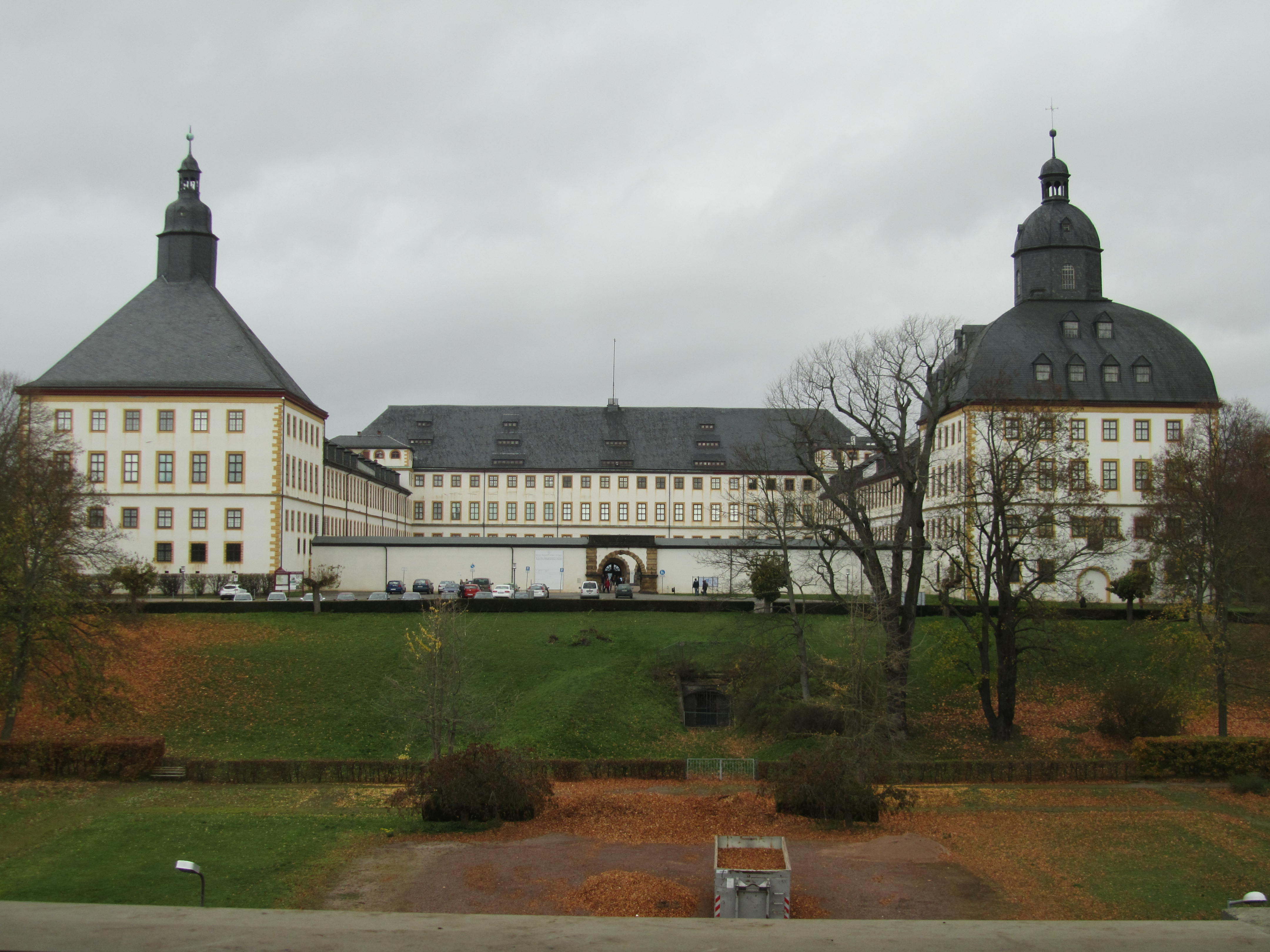
Vista desde el sur, con los pabellones oeste y este y el ala principal visible entre ellos

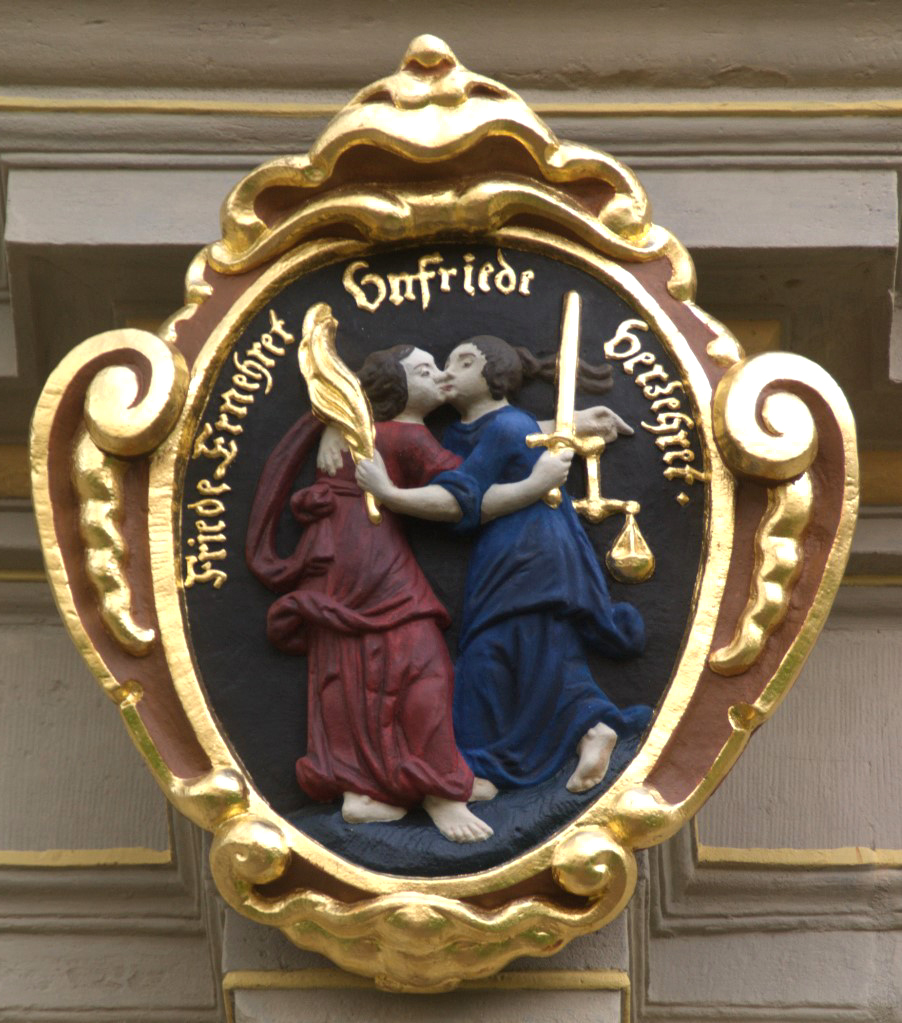
"Beso de la paz" sobre la puerta principal:Friede ernehret, Unfriede verzehret

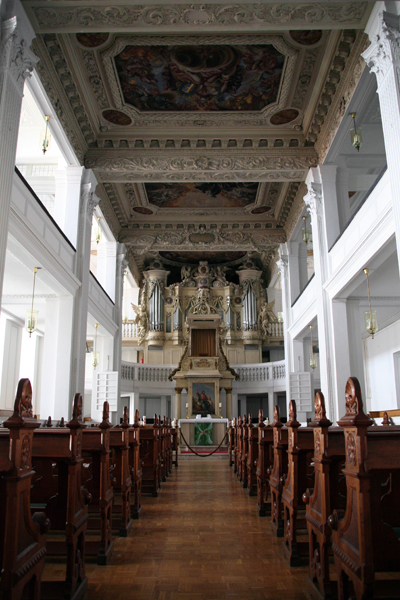
Capilla del palacio

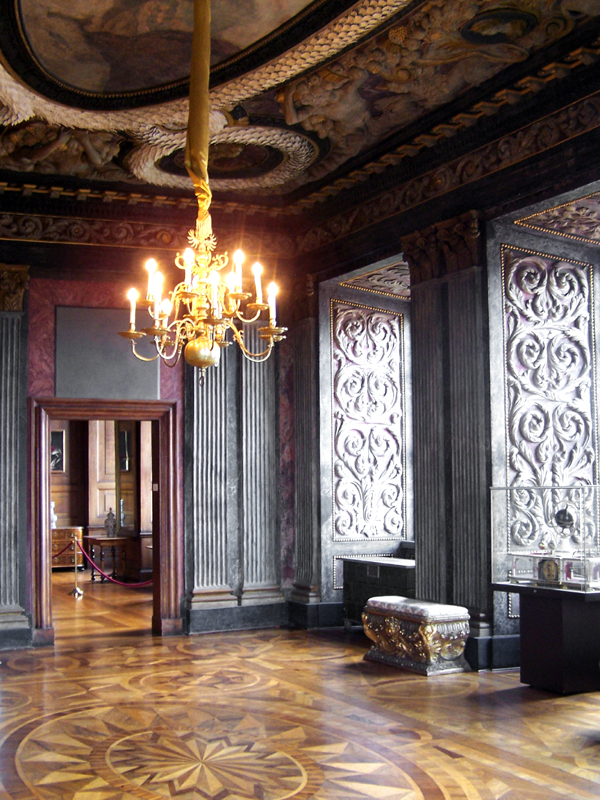
Sala de Audiencia

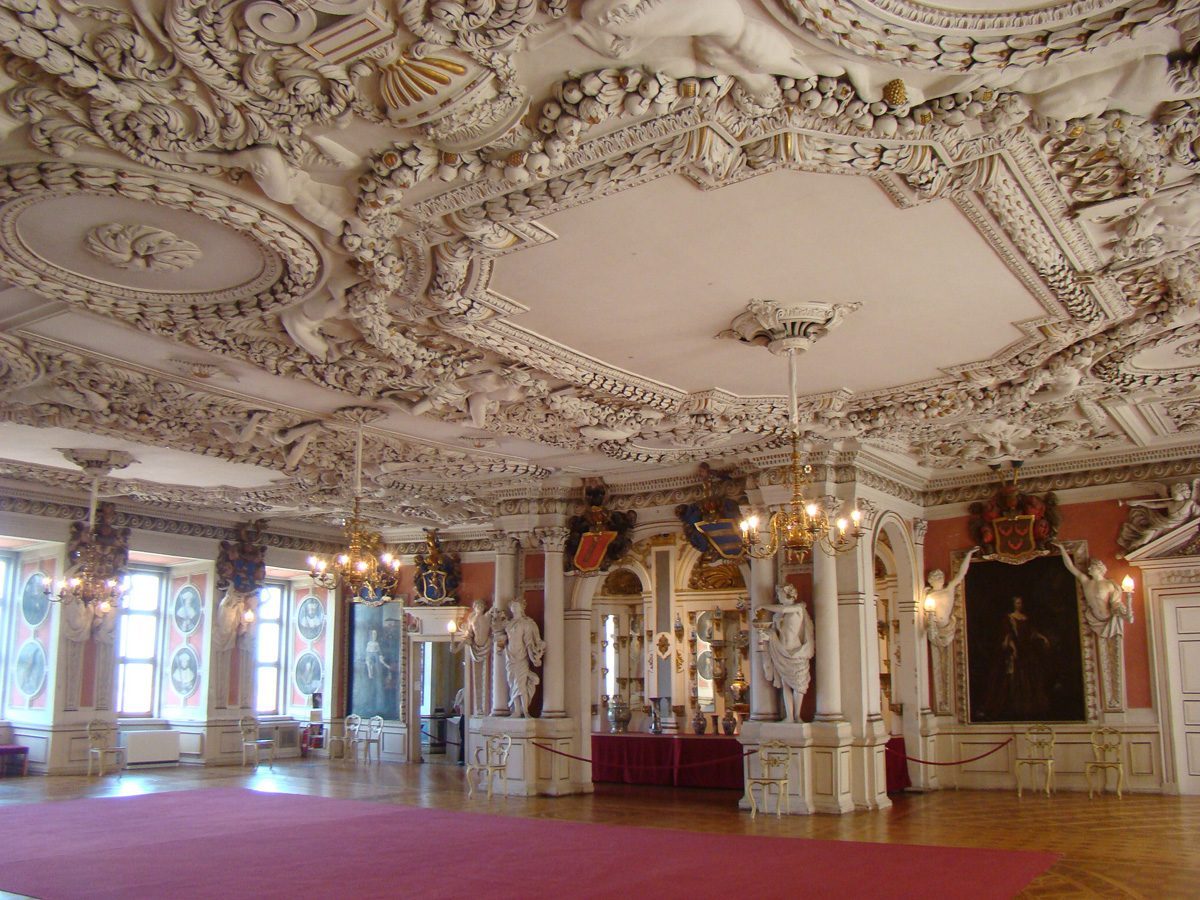
Hauptsaal (Gran Sala, 1683/86)

El castillo construido para Ernesto I fue construido de acuerdo con los principios generales favorecidos por los gobernantes protestantes en el siglo XVII. Tomó la forma de un llamado palacio "sub-ordenado", lo que significaba que las cuatro alas no estaban en pie de igualdad, ya que tenía un ala principal dominante. En Friedenstein , es el ala norte de cuatro pisos, frente a la ciudad. Las dos alas laterales tienen tres pisos (pero terminan en las torres de cuatro pisos o pabellones) y el ala final tenía solo un piso. Inicialmente, todos los apartamentos del estado estaban alojados en las secciones de cuatro pisos del palacio.: 13–14 
El palacio domina la ciudad por su tamaño: el ala principal tiene 100 metros de largo, las dos laterales tienen 140 metros de largo. Aunque el interior del palacio se ha modificado significativamente desde la época de Ernesto I, el exterior se ha mantenido en gran medida sin cambios. El exterior simple y sin adornos se seleccionó originalmente para contrastar con los palacios de los príncipes católicos, que en ese momento todavía se veían influenciados principalmente por el elaborado estilo renacentista. El único adorno importante en Friedenstein fueron cuatro estatuas, mayores del natural, ubicadas en las cuatro esquinas del palacio, que muestran a Moisés, Elías, Juan el Bautista y Martín Lutero. Otras características externas fueron algunos relieves rescatados del antiguo Grimmenstein y una decoración sobre la puerta principal del patio, ubicada en el centro del ala norte. Las austeras fachadas están estructuradas no por características ornamentales, sino solo por la disposición simétrica de las ventanas y una cornisa que corre por todo el edificio entre el primer y el segundo piso. En el lado que da al patio, se construyó una arcada que rodea las cuatro alas del palacio. El mayor cambio posterior de la apariencia externa del palacio ha sido la adición de los dos edificios a la izquierda y la derecha del ala principal que da a la ciudad, conocidos como Pagenhaus y Wachthaus, añadidos en 1778/79. En ese momento las cuatro estatuas también fueron removidas.: 12–15, 18 
Ninguno de los cuartos de estado originales construidos para Ernesto I permanecen hoy. Las secciones del palacio que han mantenido su uso original son la capilla y el archivo Geheimes en la planta baja del ala norte. Por el contrario, la planta baja de todas las alas albergaba las habitaciones de servicio y almacenes, así como una armería, un establo, una casa de moneda y una herrería. La cuarta ala contenía una sala de equitación. El primer piso superior de todas las alas es levemente más bajo que los otros —solía alojar las oficinas de la administración ducal—. El segundo piso albergaba las áreas principales de representación que se alcanzaban por dos escaleras ubicadas en la unión entre el norte y las alas laterales.: 12–15 
El interior del palacio se reordenó por completo desde el reinado de Federico I, el hijo de Ernesto. En 1677, el pabellón este fue alcanzado por un rayo e incendiado. Las paredes cortrafuego ayudaron a contener el fuego en esa parte del palacio. Se descubrió que el Gran Salón en el ala norte, que se extendía sobre dos pisos y llegaba hasta la capilla, impedía la adición de muros contra incendios en el ala principal. La sala fue entonces demolida y reemplazada por un nuevo muro cortafuego junto con nuevos apartamentos estatales: sendas sucesiones de cinco habitaciones cada una para el duque y la duquesa. Estas habitaciones se terminaron alrededor de 1685. Después de eso, se añadió una nueva sala principal, Tafelgemach o Hauptsaal . Después de 1687, se creó una cripta para el entierro de la familia ducal debajo de la capilla y se reconstruyó la capilla. En 1681/82, el antiguo salón de baile en el pabellón oeste fue reemplazado por un teatro (ver más abajo). En 1684-87, el pabellón este fue reconstruido y coronado con un techo redondeado, que lo distingue del pabellón oeste que conserva su techo de forma original. Federico III hizo renovar las habitaciones de la duquesa en 1747/51 y algunos años más tarde, se agregaron habitaciones para Federico III en el pabellón este. El hijo de Federico, Ernesto II, se mudó de los apartamentos estatales barroco en el ala principal a las nuevas habitaciones en el ala este, entre el Mirror Hall y el pabellón este. Ernesto II también realizó otros cambios en el palacio y sus alrededores, incluidos el derribo de algunos de los edificios y de las murallas originales y el reemplazo de la sala de cabalgatas hacia el sur con el simple muro que ahora cierra las arcadas del ala sur.: 17–19 
En 1797 se comenzó el rediseñó de los antiguos cuartos de invitados en el ala oeste y se agregaron algunos nuevos. Las habitaciones fueron planeadas para el heredero Emilio Augusto y su novia. Como el trabajo no se terminó a tiempo para la boda, la princesa se mudó a las habitaciones en la esquina noroeste y Emil August al ala oeste inacabada. Después de que su esposa muriese en 1801, Emil August hizo cambiar sus habitaciones para sus propias necesidades.: 19–20  Los bastiones alrededor del palacio fueron removidos alrededor del año 1800 sin haber sido usados en defensa.
El hermano y sucesor de Emilio Augusto, Federico IV, no vivió en el palacio sino en la ciudad. Su principal contribución al palacio fue reunir la galería de pinturas de Friedenstein y otros castillos en los alrededores. Esta estaba ubicado en el segundo piso del pabellón oeste. Friedrich también creó el Kunst- und Naturalienkabinett en el tercer piso del ala norte, el núcleo de los museos Ducales.: 20–21 
Después del cambio en las dinastías, el nuevo duque Ernesto I de Sajonia-Coburgo-Gotha hizo rediseñar las habitaciones en la esquina noroeste. Su hijo Ernesto II, sin embargo, no vivía en el palacio, sino en el Winterpalais en la ciudad. Dado que Friedenstein no se usaba como palacio residencial, el enfoque cambió a su función como centro administrativo del Ducado. Varios cambios ocurrieron durante el largo reinado de Ernesto II: el espacio para el museo se volvió demasiado pequeño, por lo que se decidió en 1863 construir un edificio especializado. Este nuevo museo fue construido en 1864-1879 al sur del palacio. Después de que se construyese un nuevo teatro en la ciudad en 1837-1840, el teatro Ekhof perdió su función como escenario principal. En 1847, se construyeron nuevos establos (Marstall), liberando espacio en Friedenstein. Finalmente, en 1860-1861 los principales apartamentos estatales fueron redecorados fundamentalmente para adecuarlos a los gusto del momento.: 21 
El uso del palacio cambió nuevamente bajo Alfredo. A pesar del trabajo realizado en la década de 1860, el palacio no era adecuado para administrar un hogar de acuerdo con las demandas del nuevo príncipe gobernante, careciendo de suficiente alojamiento para invitados, por ejemplo. Como consecuencia, la mayoría de la administración del Ducado fue sacada del palacio y llevada a la ciudad. Se realizó un importante trabajo de redecoración de los apartamentos estatales en ese momento. La última ronda de rediseños se produjo bajo Carlos Eduardo después de 1905. Muchos de los cambios realizados por los dos príncipes finales fueron retirados en los trabajos de renovación después de 1965.: 21–22 

### Ekhof-Theater

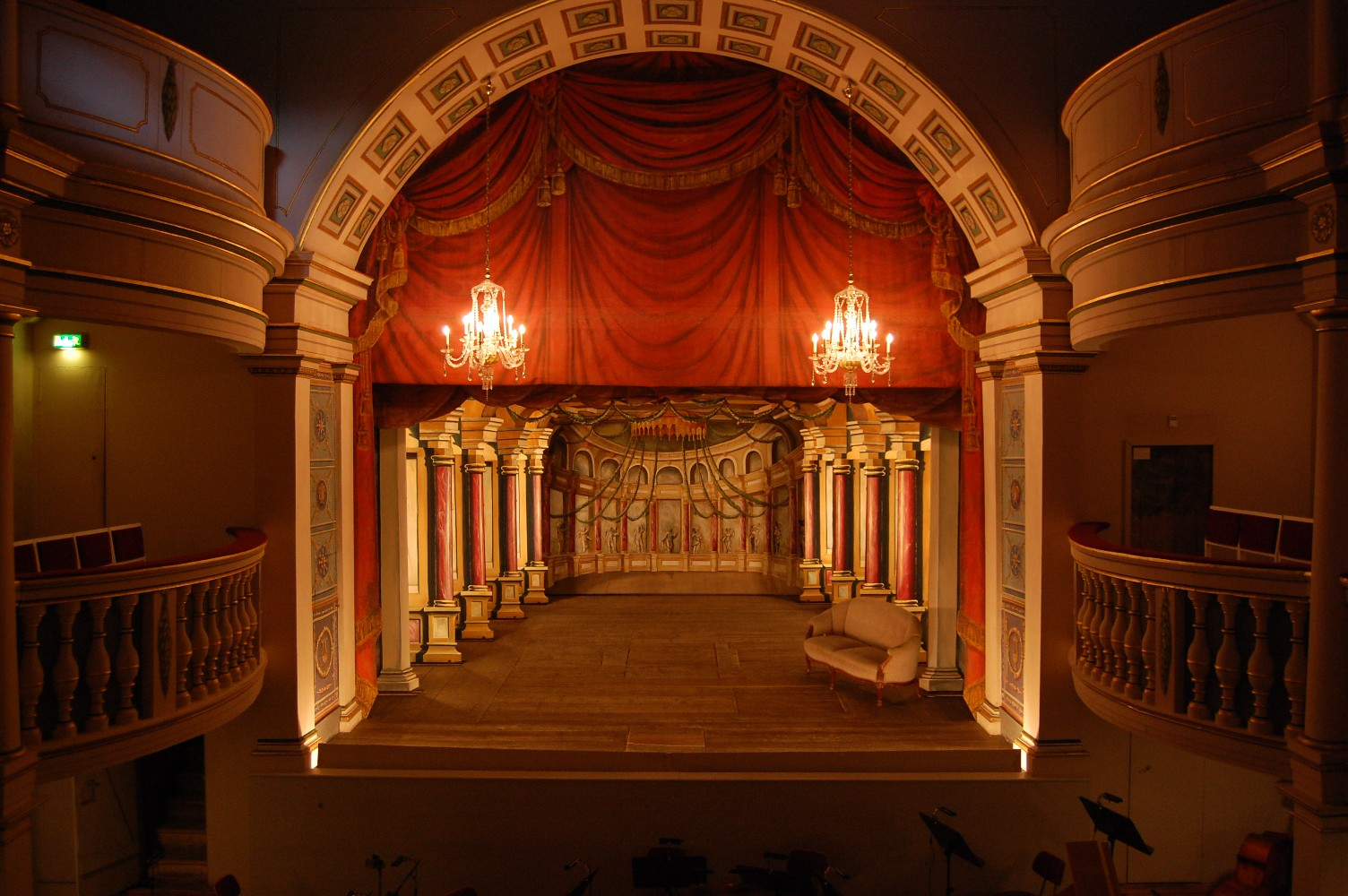
Escena del Ekhof-Theatre

Situado en el pabellón oeste, el Schlosstheater fue construido en 1681-1687 por Caspar Lindemann y Hans Hoffmann. Es uno de los teatros que aún funcionan más antiguos en Alemania.: 62 
Hoy, el teatro lleva el nombre de su director más conocido. En 1774, un grupo de actores dirigido por Conrad (o Konrad) Ekhof, llamado "el padre de la actuación alemana", llegó de Weimar a Gotha. Ekhof comenzó a trabajar en el Schlosstheater y se convirtió en Director del entonces recién creado "teatro de la corte" mientras actuaba en muchas obras teatrales. Después de haberlo convertido en uno de los principales teatros en Alemania, después de su muerte en 1778, la fama del teatro disminuyó rápidamente.: 82–84 
La apariencia actual del teatro se remonta principalmente a la renovación en 1774/75, aunque el techo (que parece de casetones pero que en realidad está impreso en lienzo) sigue siendo el original de la década de 1680. En la década de 1770, se extendió la balconada y se añadió una segunda más arriba. El teatro presenta una Kulissenbühne barroca aún en condiciones de funcionamiento, lo que permite cambiar el escenario a la vista de la audiencia mientras el telón está abierto. El mecanismo fue restaurado en la década de 1770, pero prácticamente no se modificó desde 1683.: 62 
En este teatro fueron estrenadas muchas de las óperas compuestas por el checo Georg Benda: Xindo riconosciuto (1765), Il buon marito (1766), Il nuove maestro di capella (1766), Ariadne auf Naxos (1775), Der Jahrmarkt (1775), Walder (1776), Romeo und Julie (1776), Der Holzhauer oder Die drey Wünsche (1778) y Pygmalion (1779).
Benda se desempeñó como Kapellmeister desde 1749 al servicio del duque de Gotha, donde cultivó constantemente sus talentos para la composición, especializándose en música religiosa. Después de un viaje de estudio en Italia se inició en la composición operística.

### Parques

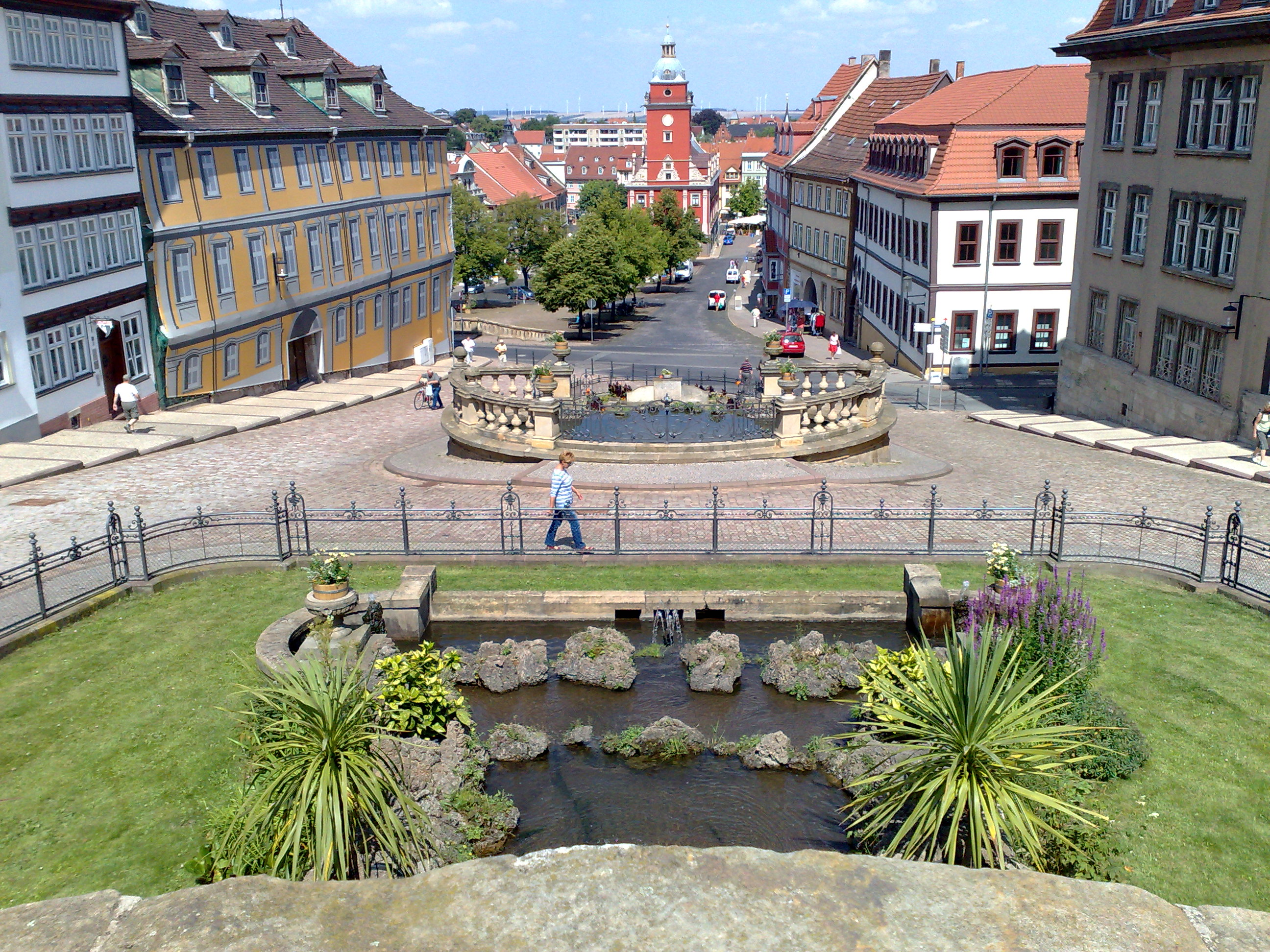
Wasserkunst

Friedenstein está rodeado por importantes jardines, desarrollados individualmente pero hoy vinculados en un parque. El primer jardín fue creado incluso antes del mismo castillo. El huerto al sur del castillo se inició en 1641/42. En 1645 y 1649, siguieronotros jardines; el Hertzogin Lustgärtlein en el oeste y otro Lustgarten en el este. Debido a la existencia de las masivas fortificaciones alrededor del castillo, estos primeros jardines eran bastante pequeños.: 23 
En 1707-1708, se añadió un juego de agua al norte del castillo en la ladera hacia la ciudad. Alrededor de 1700, el Lustgarten occidental fue rediseñado en estilo barroco (este jardín ya no existe). Se crearon más jardines al este del castillo y en 1706 se rediseñó el Lustgarten oriental. De 1708 a 1711/14 se creó el Friedrichsthaler Garten con un Lusthaus que finalmente se convirtió en el estilo barroco francés Schloss Friedrichsthal.: 23 

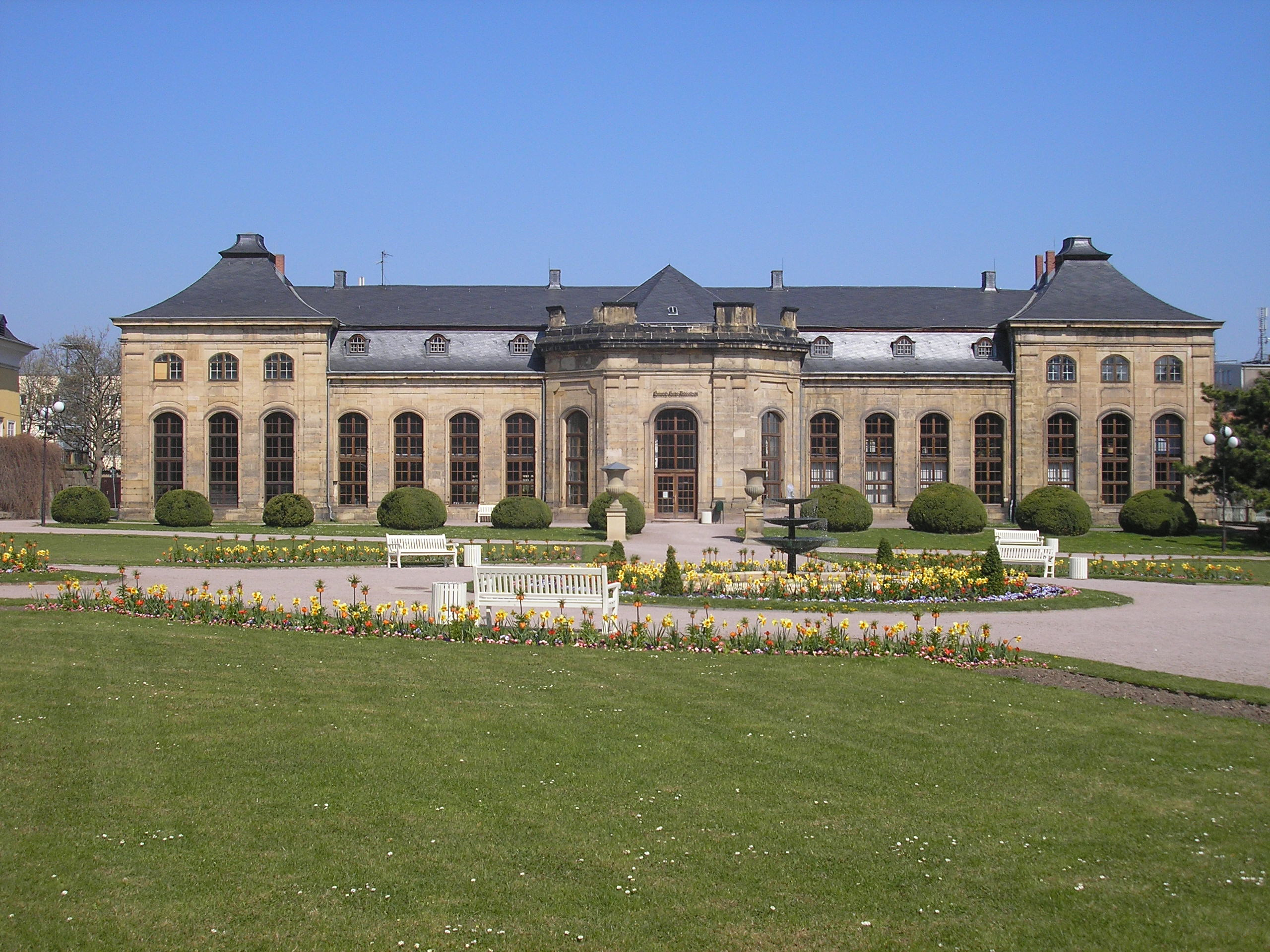
Orangerie (edificio septentrional)

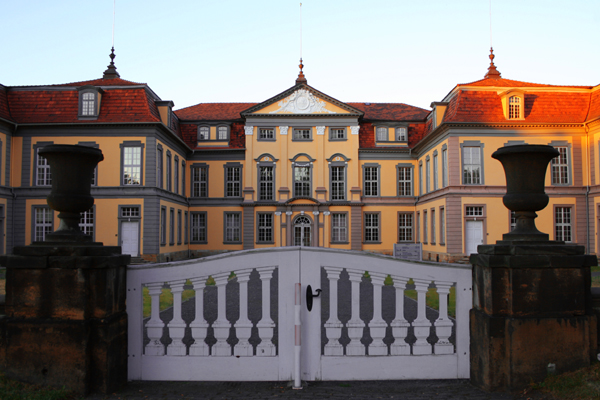
Schloss Friedrichsthal

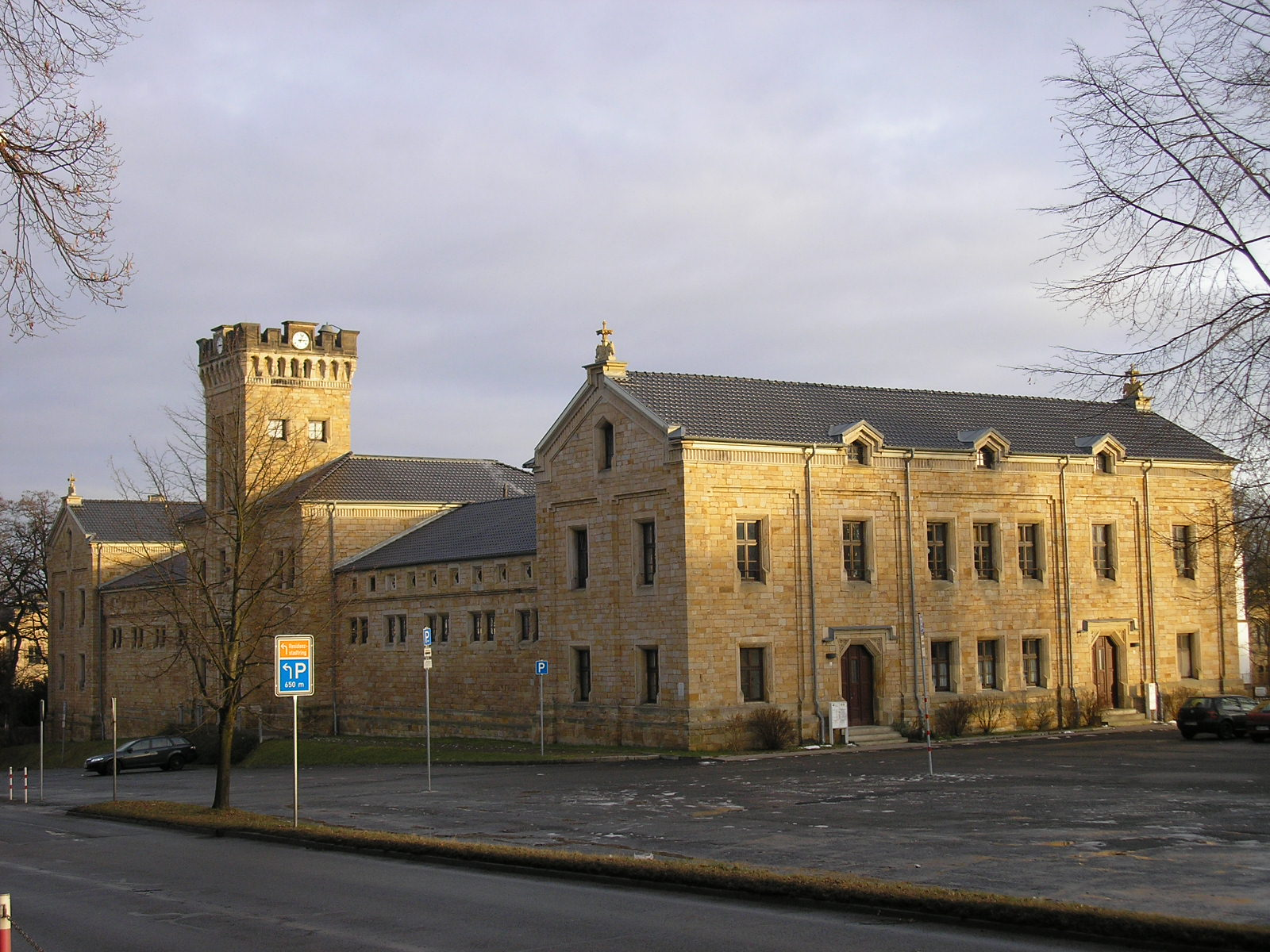
Marstall (establos)

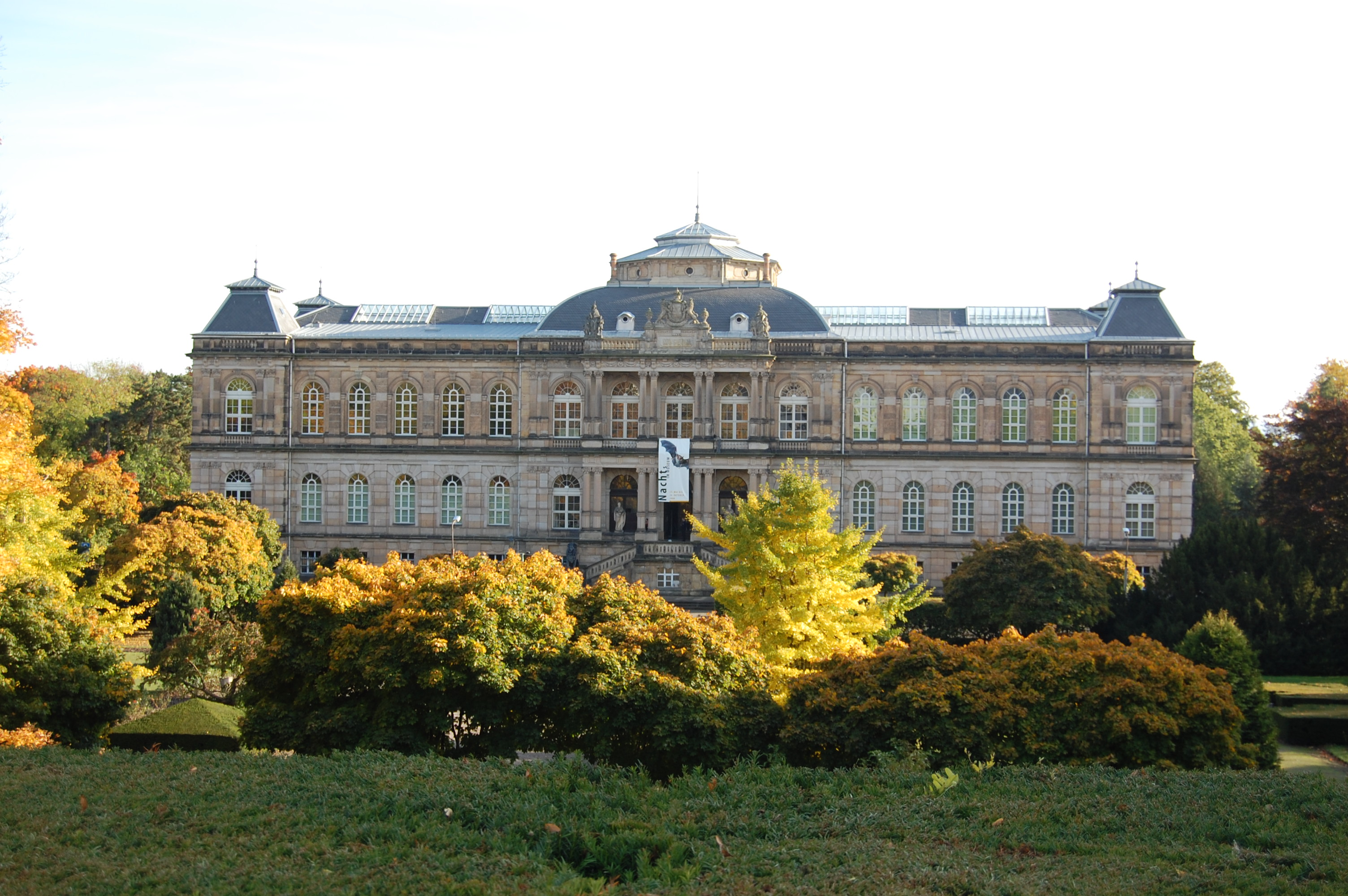
Museo Ducal, museo histórico-artístico de Gotha

El eje entre Friedrichsthal y Friedenstein se convirtió en el Orangeriegarten entre 1747 y 1774, diseñado por Gottfried Heinrich Krohne. Esta es la parte más antigua de los jardines que aún existen en la actualidad. Para el momento en que se terminó, sin embargo, este tipo de jardín había quedado fuera de moda.: 24 
Después de 1767, Ernesto II combinó los jardines individuales en un solo conjunto. Los bastiones fueron demolidos y se agregaron nuevas secciones:
- El jardín paisajístico inglés al sur se basa en las ideas de Lancelot Brown y fue diseñado originalmente por John Haverfield. Es uno de los parques más antiguos de Europa continental de ese tipo, construido después de 1769.
- Después de 1779, se construyó el Herzoginnengarten , al sur de la Orangerie y en 1781 se añadió un edificio neogótico (Teeschlösschen).
- Finalmente, las fortificaciones fueron reemplazadas por el Herzögliche Anlagen.[1]: 24–26 [5]

En el siglo XIX, solo se hicieron modificaciones menores en los jardines. Después del cambio de dinastías, el jardín inglés se abrió al público en 1827. En la segunda mitad del siglo XIX, se reemplazaron los últimos jardines formales restantes: el nuevo edificio del museo y el Tannengarten reemplazaron el jardín de la cocina en 1869-1882.: 27 
Los principales cambios en el siglo XX se limitaron a los monumentos conmemorativos y las áreas inmediatamente al norte y al sur del castillo propiamente dicho. En 1904, se erigió la estatua de Ernst der Fromme al norte. Esta área entre la ciudad y el castillo fue restaurada en 1998, aunque anteriormente estaba ocupada por un estanque de fuego, un refugio antiaéreo y un área de estacionamiento. Al sur del castillo, un monumento a los muertos de la Primera Guerra Mundial fue construido en 1927 en la Reitplatz. En 1930, esta área era parte del Deutsche Rosenschau. En 1947, la estatua del soldado fue retirada por las autoridades soviéticas y veinte años más tarde reemplazada por un monumento a "las víctimas del fascismo". Este monumento a su vez fue demolido en 2011.: 28 

## Hoy

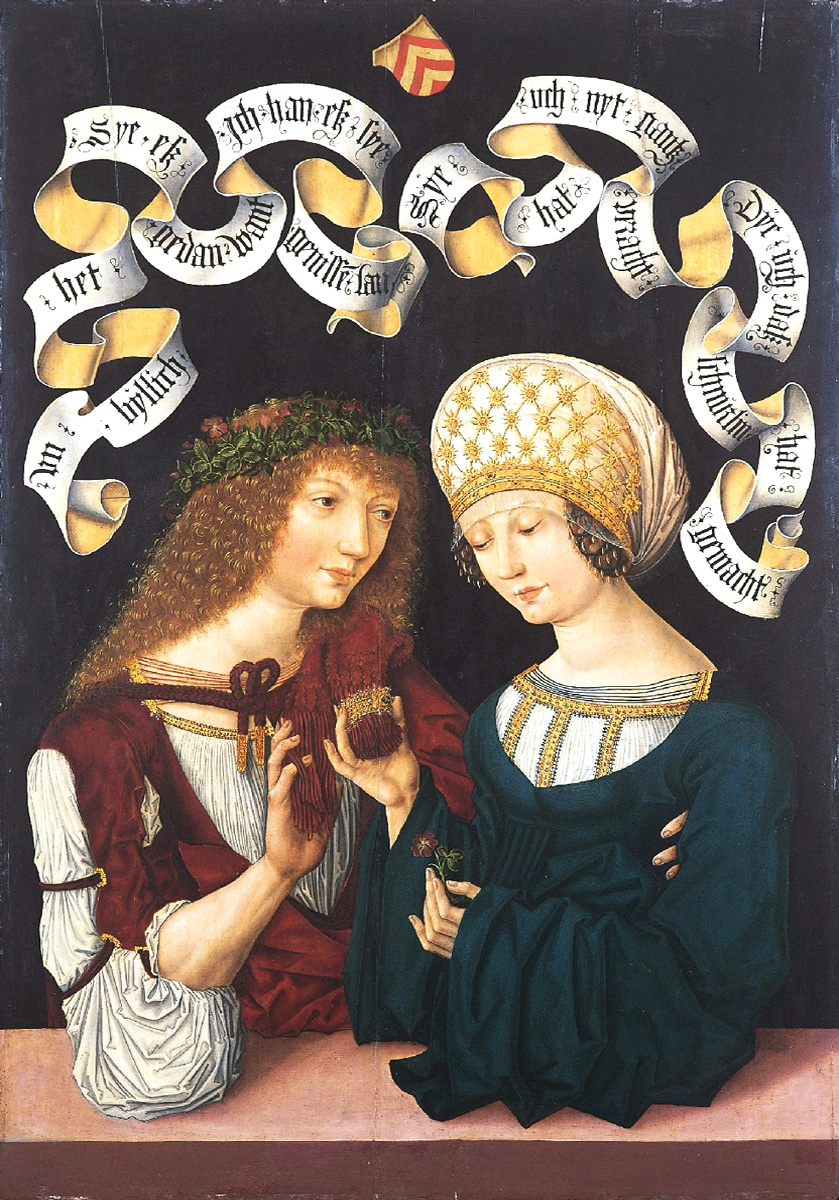
Gothaer Liebespaar, Galería

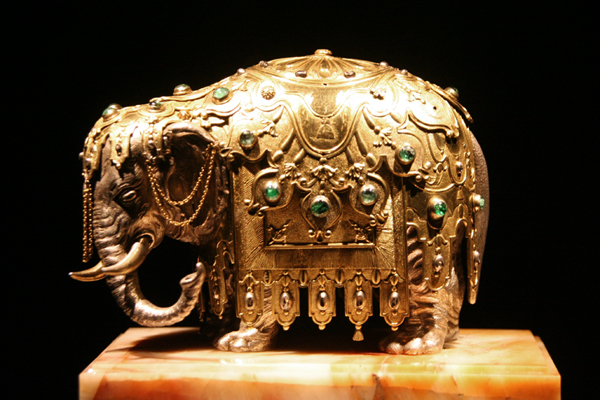
Gothaer Elefante (c. 1720), Schlossmuseum

El palacio alberga el Schlossmuseum (apartamentos estatales), el Museum der Natur (historia natural) y el "Museo Histórico Gotha", en el ala norte y oeste, el Thüringisches Staatsarchiv Gotha, en el ala oeste y el Forschungsbibliothek Gotha, en el ala este.
El Schlossmuseum actualmente combina los apartamentos de Estado barrocos y neoclásicos, la Kunstkammer ducal, el Neue Münzkabinett (colección numismática) y el Ekhof-Theater.
La galería de pinturas se ha trasladado al edificio del Nuevo Museo fuera del propio palacio. Esta reorganización es parte de la revisión general de los museos que comenzó en 2010 bajo la etiqueta Barockes Universum Gotha ("Universo Barroco Gotha").: 81–82 